# 1541
Portal Geschichte | Portal Biografien | Aktuelle Ereignisse | Jahreskalender | Tagesartikel

◄ |
15. Jahrhundert |
16. Jahrhundert
| 17. Jahrhundert | ►

◄ |
1510er |
1520er |
1530er |
1540er
| 1550er | 1560er | 1570er | ►

◄◄ |
◄ |
1537 |
1538 |
1539 |
1540 |
1541
| 1542 | 1543 | 1544 | 1545 | ► | ►►
Staatsoberhäupter  · Nekrolog   · Musikjahr
| Januar | Januar | Januar | Januar | Januar | Januar | Januar | Januar |
| Kw     | Mo     | Di     | Mi     | Do     | Fr     | Sa     | So     |
| ------ | ------ | ------ | ------ | ------ | ------ | ------ | ------ |
| 53     |        |        |        |        |        | 1      | 2      |
| 1      | 3      | 4      | 5      | 6      | 7      | 8      | 9      |
| 2      | 10     | 11     | 12     | 13     | 14     | 15     | 16     |
| 3      | 17     | 18     | 19     | 20     | 21     | 22     | 23     |
| 4      | 24     | 25     | 26     | 27     | 28     | 29     | 30     |
| 5      | 31     |        |        |        |        |        |        |

| Februar | Februar | Februar | Februar | Februar | Februar | Februar | Februar |
| Kw      | Mo      | Di      | Mi      | Do      | Fr      | Sa      | So      |
| ------- | ------- | ------- | ------- | ------- | ------- | ------- | ------- |
| 5       |         | 1       | 2       | 3       | 4       | 5       | 6       |
| 6       | 7       | 8       | 9       | 10      | 11      | 12      | 13      |
| 7       | 14      | 15      | 16      | 17      | 18      | 19      | 20      |
| 8       | 21      | 22      | 23      | 24      | 25      | 26      | 27      |
| 9       | 28      |         |         |         |         |         |         |

| März | März | März | März | März | März | März | März |
| Kw   | Mo   | Di   | Mi   | Do   | Fr   | Sa   | So   |
| ---- | ---- | ---- | ---- | ---- | ---- | ---- | ---- |
| 9    |      | 1    | 2    | 3    | 4    | 5    | 6    |
| 10   | 7    | 8    | 9    | 10   | 11   | 12   | 13   |
| 11   | 14   | 15   | 16   | 17   | 18   | 19   | 20   |
| 12   | 21   | 22   | 23   | 24   | 25   | 26   | 27   |
| 13   | 28   | 29   | 30   | 31   |      |      |      |

| April | April | April | April | April | April | April | April |
| Kw    | Mo    | Di    | Mi    | Do    | Fr    | Sa    | So    |
| ----- | ----- | ----- | ----- | ----- | ----- | ----- | ----- |
| 13    |       |       |       |       | 1     | 2     | 3     |
| 14    | 4     | 5     | 6     | 7     | 8     | 9     | 10    |
| 15    | 11    | 12    | 13    | 14    | 15    | 16    | 17    |
| 16    | 18    | 19    | 20    | 21    | 22    | 23    | 24    |
| 17    | 25    | 26    | 27    | 28    | 29    | 30    |       |

| Mai | Mai | Mai | Mai | Mai | Mai | Mai | Mai |
| Kw  | Mo  | Di  | Mi  | Do  | Fr  | Sa  | So  |
| --- | --- | --- | --- | --- | --- | --- | --- |
| 17  |     |     |     |     |     |     | 1   |
| 18  | 2   | 3   | 4   | 5   | 6   | 7   | 8   |
| 19  | 9   | 10  | 11  | 12  | 13  | 14  | 15  |
| 20  | 16  | 17  | 18  | 19  | 20  | 21  | 22  |
| 21  | 23  | 24  | 25  | 26  | 27  | 28  | 29  |
| 22  | 30  | 31  |     |     |     |     |     |

| Juni | Juni | Juni | Juni | Juni | Juni | Juni | Juni |
| Kw   | Mo   | Di   | Mi   | Do   | Fr   | Sa   | So   |
| ---- | ---- | ---- | ---- | ---- | ---- | ---- | ---- |
| 22   |      |      | 1    | 2    | 3    | 4    | 5    |
| 23   | 6    | 7    | 8    | 9    | 10   | 11   | 12   |
| 24   | 13   | 14   | 15   | 16   | 17   | 18   | 19   |
| 25   | 20   | 21   | 22   | 23   | 24   | 25   | 26   |
| 26   | 27   | 28   | 29   | 30   |      |      |      |

| Juli | Juli | Juli | Juli | Juli | Juli | Juli | Juli |
| Kw   | Mo   | Di   | Mi   | Do   | Fr   | Sa   | So   |
| ---- | ---- | ---- | ---- | ---- | ---- | ---- | ---- |
| 26   |      |      |      |      | 1    | 2    | 3    |
| 27   | 4    | 5    | 6    | 7    | 8    | 9    | 10   |
| 28   | 11   | 12   | 13   | 14   | 15   | 16   | 17   |
| 29   | 18   | 19   | 20   | 21   | 22   | 23   | 24   |
| 30   | 25   | 26   | 27   | 28   | 29   | 30   | 31   |

| August | August | August | August | August | August | August | August |
| Kw     | Mo     | Di     | Mi     | Do     | Fr     | Sa     | So     |
| ------ | ------ | ------ | ------ | ------ | ------ | ------ | ------ |
| 31     | 1      | 2      | 3      | 4      | 5      | 6      | 7      |
| 32     | 8      | 9      | 10     | 11     | 12     | 13     | 14     |
| 33     | 15     | 16     | 17     | 18     | 19     | 20     | 21     |
| 34     | 22     | 23     | 24     | 25     | 26     | 27     | 28     |
| 35     | 29     | 30     | 31     |        |        |        |        |

| September | September | September | September | September | September | September | September |
| Kw        | Mo        | Di        | Mi        | Do        | Fr        | Sa        | So        |
| --------- | --------- | --------- | --------- | --------- | --------- | --------- | --------- |
| 35        |           |           |           | 1         | 2         | 3         | 4         |
| 36        | 5         | 6         | 7         | 8         | 9         | 10        | 11        |
| 37        | 12        | 13        | 14        | 15        | 16        | 17        | 18        |
| 38        | 19        | 20        | 21        | 22        | 23        | 24        | 25        |
| 39        | 26        | 27        | 28        | 29        | 30        |           |           |

| Oktober | Oktober | Oktober | Oktober | Oktober | Oktober | Oktober | Oktober |
| Kw      | Mo      | Di      | Mi      | Do      | Fr      | Sa      | So      |
| ------- | ------- | ------- | ------- | ------- | ------- | ------- | ------- |
| 39      |         |         |         |         |         | 1       | 2       |
| 40      | 3       | 4       | 5       | 6       | 7       | 8       | 9       |
| 41      | 10      | 11      | 12      | 13      | 14      | 15      | 16      |
| 42      | 17      | 18      | 19      | 20      | 21      | 22      | 23      |
| 43      | 24      | 25      | 26      | 27      | 28      | 29      | 30      |
| 44      | 31      |         |         |         |         |         |         |

| November | November | November | November | November | November | November | November |
| Kw       | Mo       | Di       | Mi       | Do       | Fr       | Sa       | So       |
| -------- | -------- | -------- | -------- | -------- | -------- | -------- | -------- |
| 44       |          | 1        | 2        | 3        | 4        | 5        | 6        |
| 45       | 7        | 8        | 9        | 10       | 11       | 12       | 13       |
| 46       | 14       | 15       | 16       | 17       | 18       | 19       | 20       |
| 47       | 21       | 22       | 23       | 24       | 25       | 26       | 27       |
| 48       | 28       | 29       | 30       |          |          |          |          |

| Dezember | Dezember | Dezember | Dezember | Dezember | Dezember | Dezember | Dezember |
| Kw       | Mo       | Di       | Mi       | Do       | Fr       | Sa       | So       |
| -------- | -------- | -------- | -------- | -------- | -------- | -------- | -------- |
| 48       |          |          |          | 1        | 2        | 3        | 4        |
| 49       | 5        | 6        | 7        | 8        | 9        | 10       | 11       |
| 50       | 12       | 13       | 14       | 15       | 16       | 17       | 18       |
| 51       | 19       | 20       | 21       | 22       | 23       | 24       | 25       |
| 52       | 26       | 27       | 28       | 29       | 30       | 31       |          |

| Januar | Januar | Januar | Januar | Januar | Januar | Januar | Januar |
| Kw     | Mo     | Di     | Mi     | Do     | Fr     | Sa     | So     |
| ------ | ------ | ------ | ------ | ------ | ------ | ------ | ------ |
| 53     |        |        |        |        |        | 1      | 2      |
| 1      | 3      | 4      | 5      | 6      | 7      | 8      | 9      |
| 2      | 10     | 11     | 12     | 13     | 14     | 15     | 16     |
| 3      | 17     | 18     | 19     | 20     | 21     | 22     | 23     |
| 4      | 24     | 25     | 26     | 27     | 28     | 29     | 30     |
| 5      | 31     |        |        |        |        |        |        |

| Februar | Februar | Februar | Februar | Februar | Februar | Februar | Februar |
| Kw      | Mo      | Di      | Mi      | Do      | Fr      | Sa      | So      |
| ------- | ------- | ------- | ------- | ------- | ------- | ------- | ------- |
| 5       |         | 1       | 2       | 3       | 4       | 5       | 6       |
| 6       | 7       | 8       | 9       | 10      | 11      | 12      | 13      |
| 7       | 14      | 15      | 16      | 17      | 18      | 19      | 20      |
| 8       | 21      | 22      | 23      | 24      | 25      | 26      | 27      |
| 9       | 28      |         |         |         |         |         |         |

| März | März | März | März | März | März | März | März |
| Kw   | Mo   | Di   | Mi   | Do   | Fr   | Sa   | So   |
| ---- | ---- | ---- | ---- | ---- | ---- | ---- | ---- |
| 9    |      | 1    | 2    | 3    | 4    | 5    | 6    |
| 10   | 7    | 8    | 9    | 10   | 11   | 12   | 13   |
| 11   | 14   | 15   | 16   | 17   | 18   | 19   | 20   |
| 12   | 21   | 22   | 23   | 24   | 25   | 26   | 27   |
| 13   | 28   | 29   | 30   | 31   |      |      |      |

| April | April | April | April | April | April | April | April |
| Kw    | Mo    | Di    | Mi    | Do    | Fr    | Sa    | So    |
| ----- | ----- | ----- | ----- | ----- | ----- | ----- | ----- |
| 13    |       |       |       |       | 1     | 2     | 3     |
| 14    | 4     | 5     | 6     | 7     | 8     | 9     | 10    |
| 15    | 11    | 12    | 13    | 14    | 15    | 16    | 17    |
| 16    | 18    | 19    | 20    | 21    | 22    | 23    | 24    |
| 17    | 25    | 26    | 27    | 28    | 29    | 30    |       |

| Mai | Mai | Mai | Mai | Mai | Mai | Mai | Mai |
| Kw  | Mo  | Di  | Mi  | Do  | Fr  | Sa  | So  |
| --- | --- | --- | --- | --- | --- | --- | --- |
| 17  |     |     |     |     |     |     | 1   |
| 18  | 2   | 3   | 4   | 5   | 6   | 7   | 8   |
| 19  | 9   | 10  | 11  | 12  | 13  | 14  | 15  |
| 20  | 16  | 17  | 18  | 19  | 20  | 21  | 22  |
| 21  | 23  | 24  | 25  | 26  | 27  | 28  | 29  |
| 22  | 30  | 31  |     |     |     |     |     |

| Juni | Juni | Juni | Juni | Juni | Juni | Juni | Juni |
| Kw   | Mo   | Di   | Mi   | Do   | Fr   | Sa   | So   |
| ---- | ---- | ---- | ---- | ---- | ---- | ---- | ---- |
| 22   |      |      | 1    | 2    | 3    | 4    | 5    |
| 23   | 6    | 7    | 8    | 9    | 10   | 11   | 12   |
| 24   | 13   | 14   | 15   | 16   | 17   | 18   | 19   |
| 25   | 20   | 21   | 22   | 23   | 24   | 25   | 26   |
| 26   | 27   | 28   | 29   | 30   |      |      |      |

| Juli | Juli | Juli | Juli | Juli | Juli | Juli | Juli |
| Kw   | Mo   | Di   | Mi   | Do   | Fr   | Sa   | So   |
| ---- | ---- | ---- | ---- | ---- | ---- | ---- | ---- |
| 26   |      |      |      |      | 1    | 2    | 3    |
| 27   | 4    | 5    | 6    | 7    | 8    | 9    | 10   |
| 28   | 11   | 12   | 13   | 14   | 15   | 16   | 17   |
| 29   | 18   | 19   | 20   | 21   | 22   | 23   | 24   |
| 30   | 25   | 26   | 27   | 28   | 29   | 30   | 31   |

| August | August | August | August | August | August | August | August |
| Kw     | Mo     | Di     | Mi     | Do     | Fr     | Sa     | So     |
| ------ | ------ | ------ | ------ | ------ | ------ | ------ | ------ |
| 31     | 1      | 2      | 3      | 4      | 5      | 6      | 7      |
| 32     | 8      | 9      | 10     | 11     | 12     | 13     | 14     |
| 33     | 15     | 16     | 17     | 18     | 19     | 20     | 21     |
| 34     | 22     | 23     | 24     | 25     | 26     | 27     | 28     |
| 35     | 29     | 30     | 31     |        |        |        |        |

| September | September | September | September | September | September | September | September |
| Kw        | Mo        | Di        | Mi        | Do        | Fr        | Sa        | So        |
| --------- | --------- | --------- | --------- | --------- | --------- | --------- | --------- |
| 35        |           |           |           | 1         | 2         | 3         | 4         |
| 36        | 5         | 6         | 7         | 8         | 9         | 10        | 11        |
| 37        | 12        | 13        | 14        | 15        | 16        | 17        | 18        |
| 38        | 19        | 20        | 21        | 22        | 23        | 24        | 25        |
| 39        | 26        | 27        | 28        | 29        | 30        |           |           |

| Oktober | Oktober | Oktober | Oktober | Oktober | Oktober | Oktober | Oktober |
| Kw      | Mo      | Di      | Mi      | Do      | Fr      | Sa      | So      |
| ------- | ------- | ------- | ------- | ------- | ------- | ------- | ------- |
| 39      |         |         |         |         |         | 1       | 2       |
| 40      | 3       | 4       | 5       | 6       | 7       | 8       | 9       |
| 41      | 10      | 11      | 12      | 13      | 14      | 15      | 16      |
| 42      | 17      | 18      | 19      | 20      | 21      | 22      | 23      |
| 43      | 24      | 25      | 26      | 27      | 28      | 29      | 30      |
| 44      | 31      |         |         |         |         |         |         |

| November | November | November | November | November | November | November | November |
| Kw       | Mo       | Di       | Mi       | Do       | Fr       | Sa       | So       |
| -------- | -------- | -------- | -------- | -------- | -------- | -------- | -------- |
| 44       |          | 1        | 2        | 3        | 4        | 5        | 6        |
| 45       | 7        | 8        | 9        | 10       | 11       | 12       | 13       |
| 46       | 14       | 15       | 16       | 17       | 18       | 19       | 20       |
| 47       | 21       | 22       | 23       | 24       | 25       | 26       | 27       |
| 48       | 28       | 29       | 30       |          |          |          |          |

| Dezember | Dezember | Dezember | Dezember | Dezember | Dezember | Dezember | Dezember |
| Kw       | Mo       | Di       | Mi       | Do       | Fr       | Sa       | So       |
| -------- | -------- | -------- | -------- | -------- | -------- | -------- | -------- |
| 48       |          |          |          | 1        | 2        | 3        | 4        |
| 49       | 5        | 6        | 7        | 8        | 9        | 10       | 11       |
| 50       | 12       | 13       | 14       | 15       | 16       | 17       | 18       |
| 51       | 19       | 20       | 21       | 22       | 23       | 24       | 25       |
| 52       | 26       | 27       | 28       | 29       | 30       | 31       |          |

## Ereignisse

### Politik und Weltgeschehen

#### Amerika
- 12. Februar: Die Gründung von Santiago de Chile erfolgt unter dem Namen Santiago del Nuevo Extremo durch den spanischen Konquistador Pedro de Valdivia. Valdivia wählt den Ort, weil der Río Mapocho hier eine größere Insel bildet.

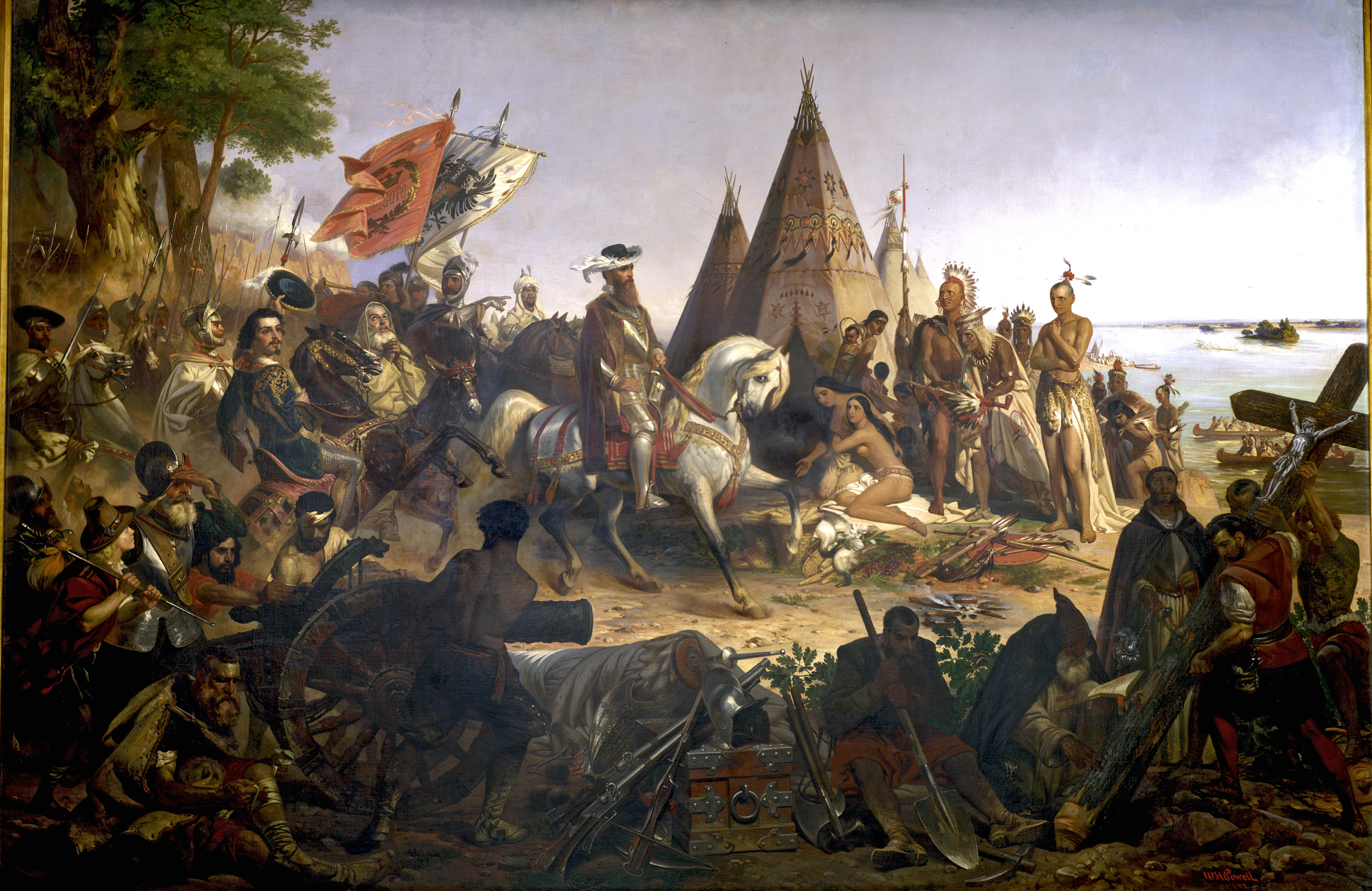
Discovery of the Mississippi romantisierendes Gemälde

- 8. Mai: Hernando de Soto entdeckt als erster Europäer den Mississippi River.

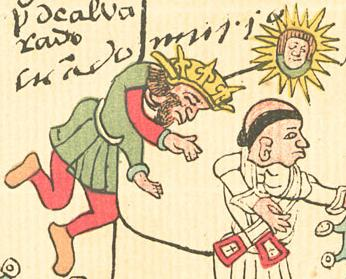
Der Tod des Pedro de Alvarado, zeitgenössische aztekische Darstellung

- 12. Juni: Pedro de Alvarado trifft als Verstärkung für die Niederschlagung des im Vorjahr ausgebrochenen Mixtón-Aufstand gegen die spanischen Kolonialherren in Neuspanien ein. Bei einem Gefecht wird er jedoch so schwer verletzt, dass er am 4. Juli stirbt.
- 26. Juni: Der Eroberer und Gouverneur von Neukastilien (Peru), Francisco Pizarro, wird in Lima von Anhängern seines hingerichteten Rivalen Diego de Almagro ermordet. Almagros gleichnamiger Sohn wird zum Gouverneur ausgerufen.
- 11. September: Erste Zerstörung von Santiago de Chile bei einem Aufstand der Mapuche gegen die spanischen Konquistadoren. Beginn eines dreijährigen Krieges.
- 20. Oktober: In einem Brief an den spanischen König Carlos beschreibt der Konquistador Francisco Vásquez de Coronado erstmals den Llano Estacado.

#### Osmanisches Reich/Ungarn
- 25. Mai: Der osmanische Sultan übergibt Johann Sigismund Zápolya, dem einjährigen König von Ungarn, die Herrschaft über Siebenbürgen „als einem Sohn“.
- Das Osmanische Reich erobert die ungarische Hauptstadt Buda.
- Transsilvanien wird unabhängiges Fürstentum unter osmanischer Schutzherrschaft.

#### Heiliges Römisches Reich
- 13. Juni: Kaiser Karl V. und Landgraf Philipp I. von Hessen schließen den Regensburger Vertrag, in dem sich Philipp unter anderem verpflichtet, kein Bündnis mit Franz I. von Frankreich oder anderen ausländischen Mächten einzugehen.
- 23. Juli: Im Regensburger Teilungsvertrag legen die Hohenzollern anlässlich der Regierungsübernahme von Albrecht Alcibiades im Fürstentum Kulmbach die Grenzen zwischen ihren Fürstentümern Ansbach, wo Albrechts Onkel und bisheriger Vormund Georg der Fromme regiert, und Kulmbach einvernehmlich neu fest.
- 18. August: Nach dem Tod von Heinrich aus dem Haus Wettin wird sein Sohn Moritz Herzog des albertinischen Herzogtums Sachsen.
- 11. Oktober: Kaiser Karl V. gibt seinem 14-jährigen Sohn Philipp II. das Herzogtum Mailand zum Lehen.

#### Mittelmeerraum
- 20. Oktober: Kaiser Karl V. landet mit einer Flotte bei Algier, um den algerischen Korsaren das Handwerk zu legen. Ein Unwetter, das die Schiffe zerstreut, und schwere Verluste bei den gelandeten Truppen führen zur Heimkehr der Expedition.

#### Weitere Ereignisse in Europa
- Die Lordschaft Irland wird durch einen Act of Parliament in das Königreich Irland umgewandelt.

#### Urkundliche Ersterwähnungen
- Grünenbach bei Waldbröl wird erstmals urkundlich erwähnt.

#### Asien
- Der birmanische König Tabinshwehti von Taungu erobert die Stadt Martaban und zerstört sie großteils, woraufhin sie nie wieder ihre vorherige politische und wirtschaftliche Bedeutung erlangt.

### Wirtschaft

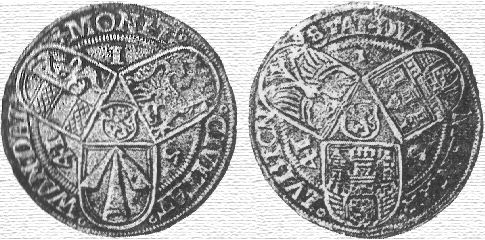
Wendentaler, Lüneburg, 1541

- In Lüneburg wird erstmals der Wendentaler geprägt.
- Der chinesische Hafen Xiamen wird erstmals von europäischen Seefahrern als Handelshafen benutzt.

### Kultur
- Michelangelo stellt nach fünfjähriger Arbeit das Fresko Jüngstes Gericht in der Sixtinischen Kapelle fertig.
- Auf dem Reichstag von Regensburg erhält Kaspar Brusch von Kaiser Karl V. die Dichterkrone.

### Gesellschaft und Sport
- Februar: In einem im Kloster von Paisley in der Grafschaft Renfrewshire verfassten Dokument wird erstmals ein dem Curling vergleichbares Spiel mit Steinen auf dem Eis schriftlich erwähnt.

### Religion und Kultur
- 17. Januar: Mit der Präsentation des Wormser Buches als Grundlage für das folgende Religionsgespräch auf dem Reichstag in Regensburg endet das Wormser Religionsgespräch.
- 5. April bis 22. Mai: Das Regensburger Religionsgespräch endet ohne greifbares Ergebnis.
- 13. September: Der ausgewiesene Reformator Johannes Calvin kehrt aus Straßburg nach Genf zurück und beginnt damit, gemeinsam mit dem Rat die Reformation durchzusetzen.

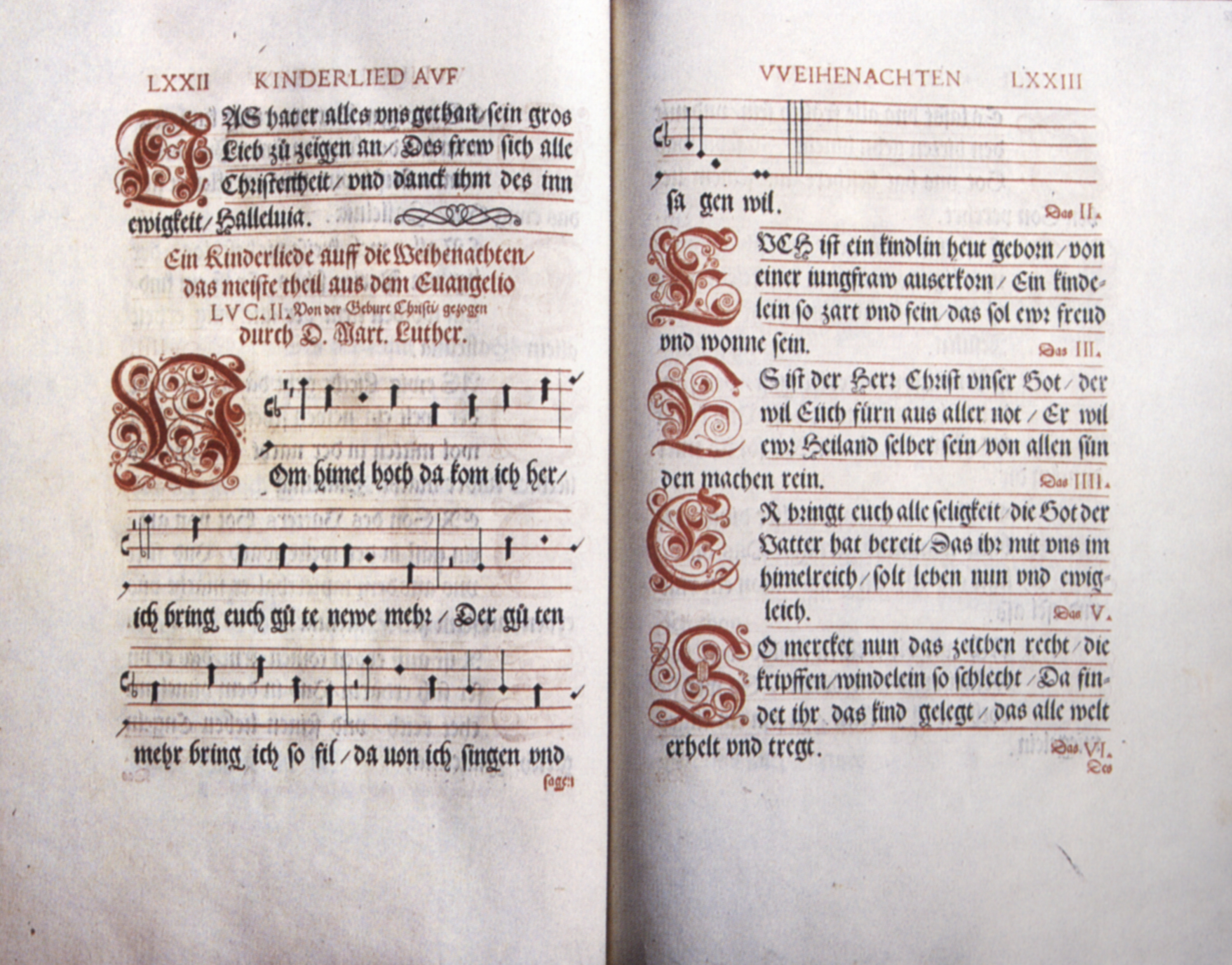
Straßburger Gesangbuch von 1541

- Martin Luther verfasst in deftiger Sprache das Werk Wider Hans Worst zur Ekklesiologie.
- Martin Luther verfasst die Kirchenlieder Erhalt uns, Herr, bei deinem Wort und Christ, unser Herr, zum Jordan kam.
- Die Auflösung der englischen Klöster durch König Heinrich VIII. von England ist abgeschlossen.
- In Santo Domingo auf der Insel Hispaniola wird die Kathedrale Santa María la Menor eingeweiht.

### Katastrophen
- 11. September: Der Volcán de Agua birst und zerstört mit einer Geröll- und Schlammlawine die guatemaltekische Hauptstadt, den heutigen Vorort Ciudad Vieja. Mehrere hundert Menschen sterben.
- Bei einem Brand der Prager Burg gehen unter anderem die böhmischen Landtafeln verloren.

## Historische Karten und Ansichten

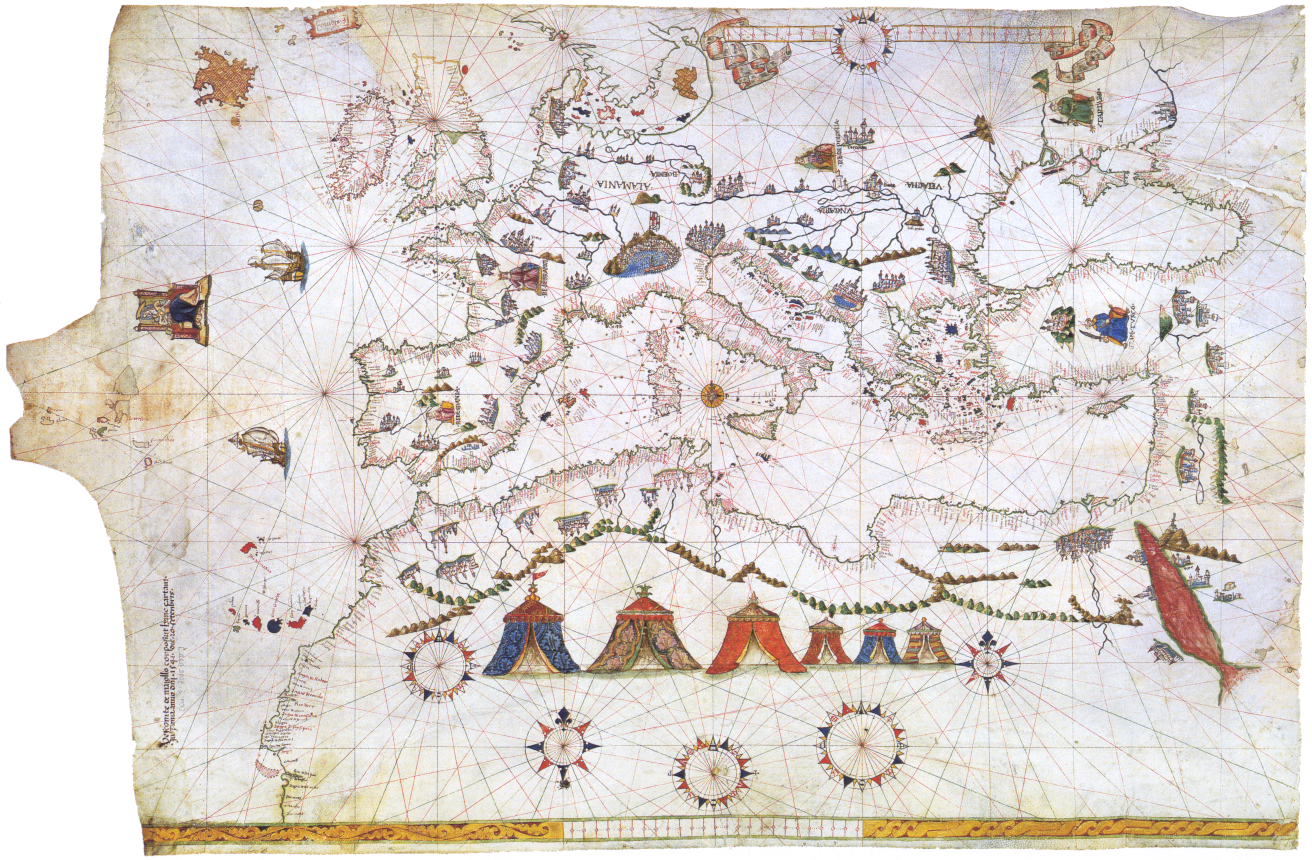
Vesconte Maggiolo: Portolankarte 1541
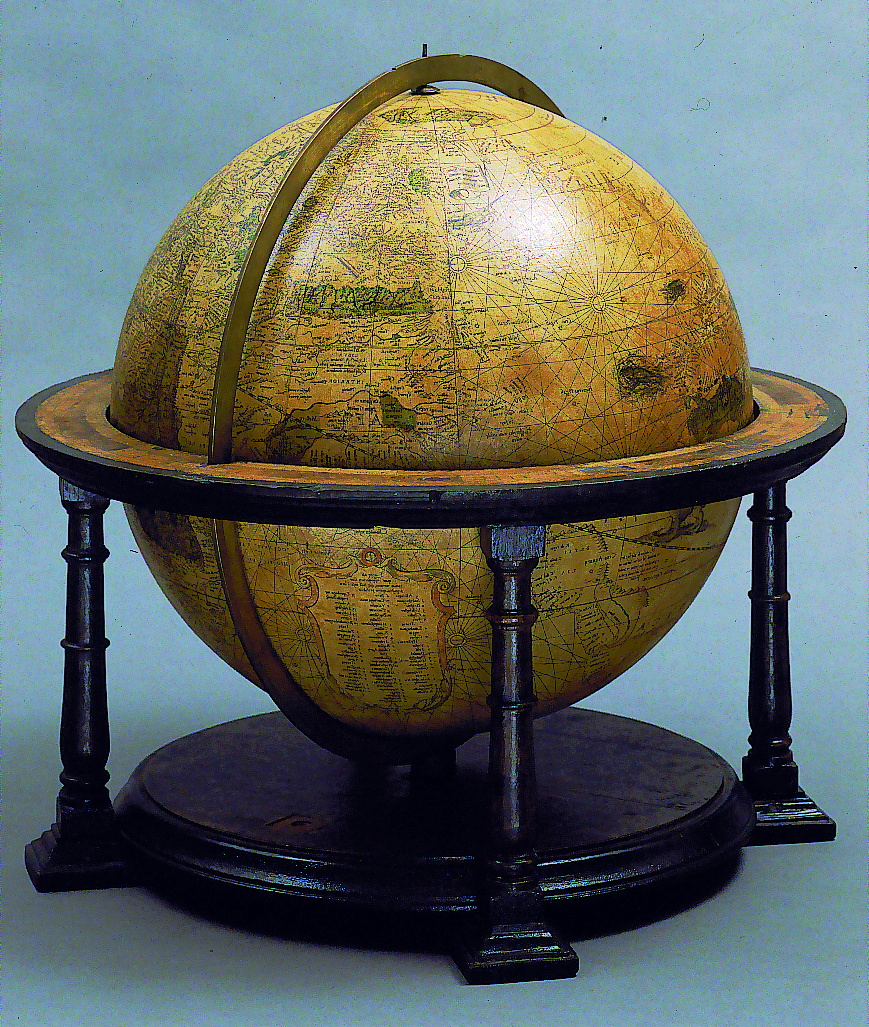
Gerhard Mercator: Erdglobus 1541

## Geboren

### Geburtsdatum gesichert
- 12. Februar: Johann Bauhin, Schweizer Arzt und Botaniker († 1613)
- 21. Februar: Philipp V., Graf von Hanau-Lichtenberg († 1599)
- 18. März: Johann von Wattenwyl, Schultheiss von Bern († 1604)
- 25. März: Francesco I. de’ Medici, Großherzog der Toskana († 1587)
- 22. April: Philipp II., Landgraf von Hessen-Rheinfels († 1583)
- 09. November: Menso Alting, deutscher Prediger und Theologe der Reformationszeit († 1612)
- 09. November: Virgil Pingitzer, deutsch-österreichischer Rechtswissenschaftler († 1619)
- 14. Dezember: Sophie von Brandenburg, Burggräfin von Böhmen († 1564)
- 21. Dezember: Thomas Schweicker, armloser Kunstschreiber († 1602)

### Genaues Geburtsdatum unbekannt
- Nobukimi Anayama, japanischer Samurai († 1582)
- Walter Devereux, 1. Earl of Essex, englischer Adeliger († 1576)
- El Greco, griechisch-spanischer Maler († 1614)
- Hattori Hanzō, japanischer Samurai und Ninja († 1596)
- Renée de Rieux, demoiselle de Châteauneuf, französische Adelige, Mätresse des französischen Königs Heinrich III. († 1582)
- Guðbrandur Þorláksson, isländischer Mathematiker, Kartograf und Bischof († 1627)

## Gestorben

### Erstes Halbjahr
- 05. Januar: Philipp von der Pfalz, Bischof von Freising und Bischof von Naumburg (* 1480)
- 23. Januar: Gottschalk von Ahlefeldt, letzter katholischer Bischof von Schleswig (* 1475)
- 17. März: Angelo Beolco, genannt Ruzante, italienischer Komödiendichter (* 1496)
- 18. März: Henricus Ubbius, gelehrter Jurist, ostfriesischer Kanzler und Chronist (* um 1495)
- 25. März: Paul Lindenau, deutscher lutherischer Theologe (* 1489)
- 04. April: Daniel von Büren der Ältere, Ratsherr und Bürgermeister von Bremen (* 15. Jahrhundert)
- 07. April: Gebhard XVII. von Alvensleben, Landeshauptmann, Magdeburger Rat und Amtshauptmann zu Wolmirstedt (* vor 1471)
- 29. April: Johann Gramann, deutscher Reformator und Dichter von Kirchenliedern (* 1487)
- 20. Mai: Johann III. von Henneberg-Schleusingen, Fürstabt von Fulda (* 1503)
- 23. Mai: Urbanus Rhegius, Reformator, der ungewöhnlicherweise sowohl in Süd- als auch in Norddeutschland aktiv war (* 1489)
- 28. Mai: Margaret Pole, 8. Countess of Salisbury, englische Adelige und katholische Märtyrerin (* 1473)
- 04. Juni: Georg von Tessing, Bischof von Seckau

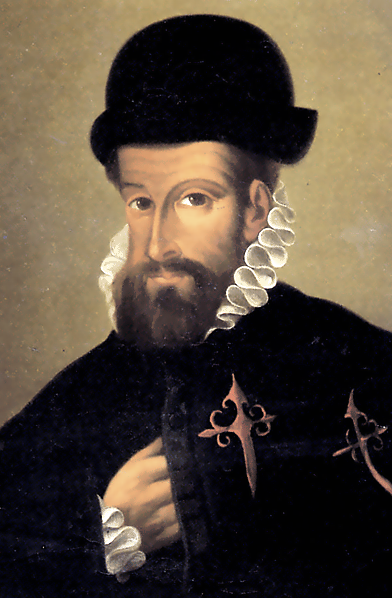
Francisco Pizarro, Ölgemälde eines unbekannten Meisters (um 1540)

- 26. Juni: Francisco Pizarro, spanischer Conquistador und Eroberer des Inka-Reichs (* um 1476 oder 1478)
- 29. Juni: Thomas Fiennes, 9. Baron Dacre, englischer Peer (* 1517)

### Zweites Halbjahr
- 04. Juli: Pedro de Alvarado, spanischer Conquistador (* um 1486)
- 01. August: Simon Grynaeus, reformierter Theologe, Reformator und Humanist (* 1493)
- 10. August: Hōjō Ujitsuna, japanischer Fürst und Kriegsherr (* 1487)
- 11. August: Pedro de Lerma, spanischer Theologe (* 1461)
- 18. August: Heinrich der Fromme, Herzog von Sachsen (* 1473)
- 01. September: Gül Baba, türkischer Bektaschi-Derwisch und Dichter (* Ende des 15. Jh.)
- 12. September: Peter Breuer, sächsischer Bildhauer und Bildschnitzer (* um 1472)
- 22. September: Lucas Rem, Augsburger Kaufmann und Tagebuchschreiber (* 1481)

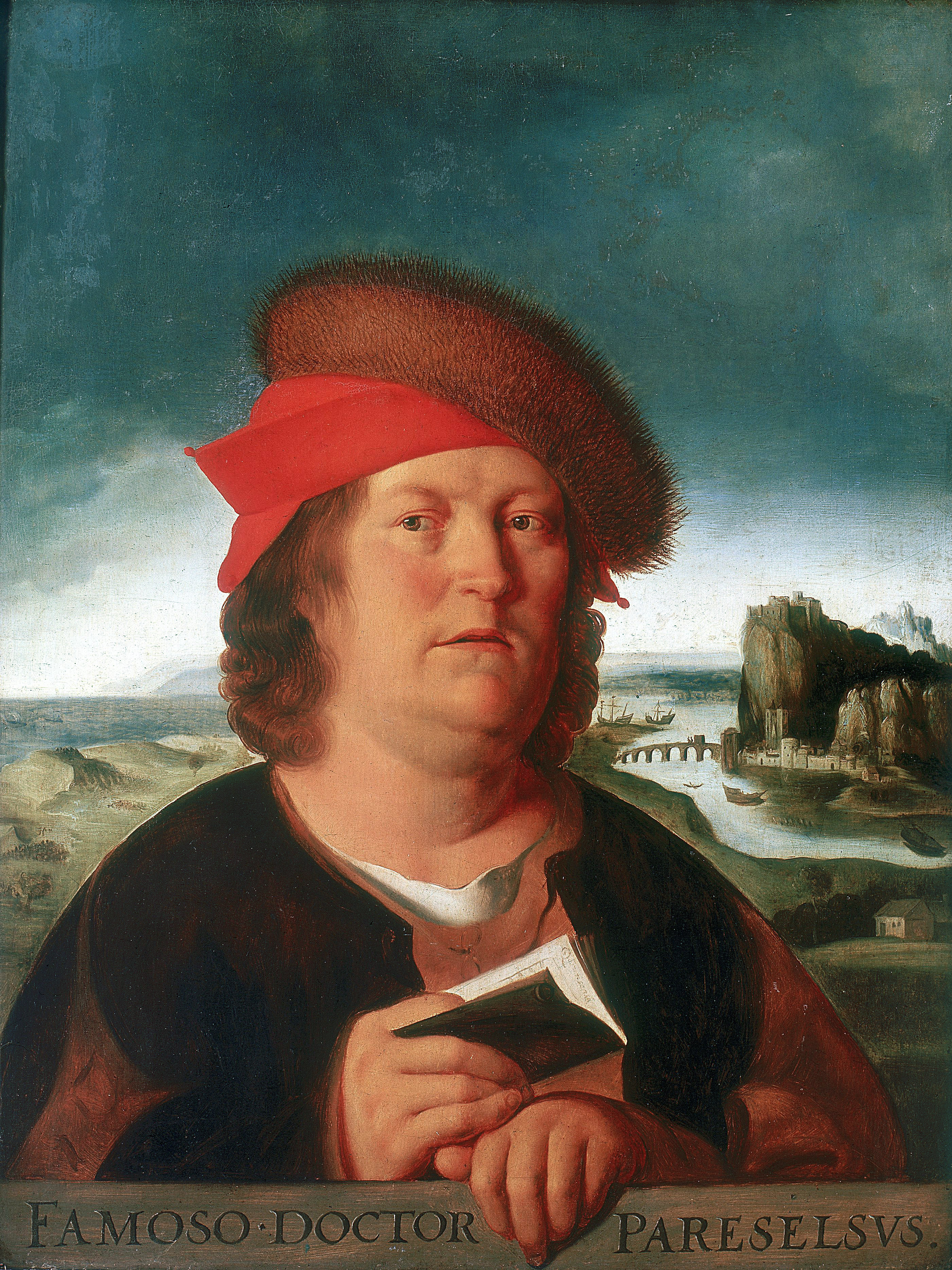
Famoso Doctor Pareselsus, Kopie nach einem nicht erhaltenen Gemälde von Quentin Massys

- 24. September: Theophrastus Bombastus von Hohenheim, bekannt als Paracelsus, eidgenössischer Arzt, Alchemist, Astrologe, Mystiker, Laientheologe und Philosoph (* 1493)
- 14. Oktober: Matthäus von Pappenheim, deutscher Humanist, Historiker, Genealoge und Domherr (* 1458)
- 16. Oktober: Johann Baptista von Taxis, Burgundisch-Niederländischer Generalpostmeister (* um 1470)
- 18. Oktober: Margaret Tudor, Königin von Schottland, ältere Schwester des englischen Königs Heinrich VIII. (* 1489)
- 31. Oktober: Vicente de Valverde, spanischer Dominikaner und erster Bischof von Cuzco (* um 1490)
- 04. November: Wolfgang Capito, Reformator von Straßburg (* 1478)
- 09. November: Caspar Adelmann von Adelmannsfelden, deutscher Humanist und Kanoniker (* 1464)
- 11. November: Federigo Fregoso, italienischer Geistlicher, Schriftsteller und Heerführer (* um 1480)
- 15. November: Margarete Blarer, deutsche reformierte Diakonisse (* 1494)
- 16. November: Elisabeth Silbereisen, deutsche Bürgersfrau, Ehefrau des Reformators Martin Bucer (* um 1495)
- 10. Dezember: Thomas Culpeper, einer der Geliebten von Catherine Howard, der fünften Ehefrau des englischen Königs Heinrich VIII. (* um 1514)
- 10. Dezember: Francis Dereham, ein weiterer Geliebter von Catherine Howard
- 15. Dezember: Johanna van der Gheynst, niederländische Bürgerin und Geliebte Kaiser Karls V. (* um 1500)
- 24. Dezember: Andreas Bodenstein, deutscher Reformator (* 1486)

### Genaues Todesdatum unbekannt
- Francysk Skaryna, litauischer Humanist, Arzt und Übersetzer, gilt als „erster Drucker Weißrusslands“ (* 1486)
- Juan de Valdés, spanischer Sekretär, Humanist, Theologe und Autor (* um 1490)